# Shuiskita-(Cr)
La shuiskita-(Cr) és un mineral de la classe dels silicats que pertany al grup de la pumpel·lyita.

## Característiques
La shuiskita-(Cr) és un sorosilicat de fórmula química Ca₂Cr3+Cr3+₂[Si₂O₆OH][SiO₄](OH)₂O. Va ser aprovada com a espècie vàlida per l'Associació Mineralògica Internacional l'any 2020. Cristal·litza en el sistema monoclínic. La seva duresa a l'escala de Mohs és 6. És l'anàleg amb CrO de la shuiskita-(Mg).
Les mostres que van servir per a determinar l'espècie, el que es coneix com a material tipus, es troben conservades a les col·leccions del Museu Mineralògic Fersmann, de l'Acadèmia de Ciències de Rússia, a Moscou (Rússia), amb el número de registre: 5481/1, i a les col·leccions mineralògiques del Museu Canadenc de la Natura, al Quebec (Canadà), amb el número de catàleg: cmnmc 87302.

## Formació i jaciments
Va ser descoberta a Rússia, concretament a la mina Saranovskii, situada a la localitat de Saranovskaya, dins el districte de Gornozavodskii (Krai de Perm), tractant-se de l'únic indret de tot el planeta on ha estat descrita aquesta espècie mineral.